# Macrobrachium lanchesteri
Macrobrachium lanchesteri is een garnalensoort uit de familie van de Palaemonidae. De wetenschappelijke naam van de soort is voor het eerst geldig gepubliceerd in 1911 door De Man.